# Grand Prix Emilii-Romanii Formuły 1
Grand Prix Emilii-Romanii – eliminacja Mistrzostw Świata Formuły 1 rozgrywana od sezonu 2020.

## Historia
W 1980 roku na torze Autodromo Enzo e Dino Ferrari (Imola) odbyło się Grand Prix Włoch Formuły 1, zaś od sezonu 1981 organizowano tu Grand Prix San Marino. Po edycji z 1994 roku, podczas której zginęli Roland Ratzenberger i Ayrton Senna, tor został zmodyfikowany. Wyścigi Formuły 1 były organizowane na Imoli do 2006 roku. W 2007 roku podjęto prace mające na celu poprawę bezpieczeństwa toru. W roku 2011 Imola zyskała status Grade 1, który jest konieczny do organizacji zawodów Formuły 1.
W pierwotnej wersji kalendarza Formuły 1 na sezon 2020 znajdował się tylko jeden tor na terenie Włoch – Monza. Jednakże w związku z pandemią COVID-19 kalendarz uległ znaczącym modyfikacjom. 24 lipca 2020 roku potwierdzono organizację Grand Prix Emilii-Romanii na Imoli, wyznaczając termin na 1 listopada. Aby ułatwić zespołom przybycie po Grand Prix Portugalii, Grand Prix miało nietypowy, dwudniowy format.
Obecność Grand Prix Emilii-Romanii w kalendarzu spowodowała, że w 2020 roku odbyły się trzy wyścigi Formuły 1 na terenie Włoch: na torach Monza, Imola i Mugello (Grand Prix Toskanii). Do tej pory raz w historii Formuły 1 jeden kraj organizował trzy Grand Prix w jednym sezonie. W 1982 roku w Stanach Zjednoczonych odbyły się Grand Prix USA Zachód, USA Wschód i Las Vegas.
W sezonie 2021 po raz drugi zorganizowano Grand Prix Emilii-Romanii. Eliminacja znalazła się w kalendarzu w miejsce odwołanego Grand Prix Chin. W 2023 wyścig został odwołany z powodu poważnych powodzi w regionie Emilia-Romania.

## Zwycięzcy Grand Prix Emilii-Romanii
| Sezon | Kierowca       | Konstruktor                | Tor                           |          |
| ----- | -------------- | -------------------------- | ----------------------------- | -------- |
| 2020  | Lewis Hamilton | Mercedes                   | Autodromo Enzo e Dino Ferrari | Wyniki   |
| 2021  | Max Verstappen | Red Bull Racing-Honda      | Autodromo Enzo e Dino Ferrari | Wyniki   |
| 2022  | Max Verstappen | Red Bull Racing-RBPT       | Autodromo Enzo e Dino Ferrari | Wyniki   |
| 2023  | Odwołano       | Odwołano                   | Odwołano                      | Odwołano |
| 2024  | Max Verstappen | Red Bull Racing-Honda RBPT | Autodromo Enzo e Dino Ferrari | Wyniki   |
| 2025  | Max Verstappen | Red Bull Racing-Honda RBPT | Autodromo Enzo e Dino Ferrari | Wyniki   |
| Sezon | Kierowca       | Konstruktor                | Tor                           |          |

Liczba zwycięstw (kierowcy):
- 4 – Max Verstappen
- 1 – Lewis Hamilton

Liczba zwycięstw (konstruktorzy):
- 4 – Red Bull Racing
- 1 – Mercedes

Liczba zwycięstw (producenci silników):
- 2 – Honda RBPT
- 1 – Honda, Mercedes, RBPT